# Podochilus australiensis
Podochilus australiensis là một loài thực vật có hoa trong họ Lan. Loài này được (F.M.Bailey) Schltr. miêu tả khoa học đầu tiên năm 1907.